# Mystacina
Los mistacínidos (Mystacinidae), también conocidos como murciélagos de cola corta de Nueva Zelanda, son una familia de murciélagos del suborden Microchiroptera que posee un solo género, Mystacina con dos especies, una de las cuales podría estar extinta. Se trata de animales de tamaño mediano (unos 6 cm) y un pelaje grisáceo que habitan Nueva Zelanda.
Los miembros del género son un tanto atípicos como murciélagos, pues pasan la mayor parte del tiempo a ras de suelo, en vez de volando; de hecho, son capaces de replegar sus alas en forma de una membrana cuando no están en uso. Además, poseen una proyección extra en sus garras que les ayuda cuando trepan. Como omnívoros, comen tanto frutos como algunos artrópodos, además de néctar que liban con su lengua extensible. Se disponen tanto en cuevas como en oquedades cavadas por otros animales (especialmente aves marinas.
La reproducción conduce al parto de una única cría una vez al año, en verano. Además, hibernan en invierno.

## Especies
- Mystacina robusta (posiblemente extinto)
- Mystacina tuberculata
- Mystacina miocenalis (Extinto)